# Charles Adolphe Wurtz
Charles Adolphe Wurtz (26. listopad 1817, Wolfisheim – 12. květen 1884, Paříž) byl francouzský chemik, profesor na Sorbonně. Věnoval se organické chemii, proslul svým výzkumem organických sloučenin dusíku, uhlovodíků a glykolů.

## Život
Byl asistentem Jean-Baptiste-André Dumase na École de Medicine, a posléze, od roku 1875, jako první v historii vedl na Sorbonně katedru chemie.
Je objevitelem aminů, glykolu, ethylenoxidu a aldolizace. Syntetizoval kyselinu mléčnou a uhlovodík. Amin objevil roku 1848 při alkalické hydrolýze alkylisokyanátu. Plynné produkty pokusu nejprve pokládal za amoniak, a to až do chvíle, kdy produkt ethylisokyanátu náhodně začal hořet jasným plamenem. Protože amoniak je nehořlavý, Wurtz pochopil, že objevil novou zásadu.
Roku 1855 navrhl způsob výroby uhlovodíků ze sodíku a alkylhalogenidu. Studium glycerolu jej přivedlo ke glykolům, syntetizoval přitom mnoho významných látek, včetně cholinu. V roce 1867, spolu s Augustem Kekulém, objevil fenol. Vypracoval též způsob přípravy homologů benzenu.
Při explozi během pokusu se zahříváním sodíku s chloridem fosforitým se vážně zranil v obličeji, přesto v bádání neustal. Byl velmi oblíbeným pedagogem, zval studenty do laboratoře a demonstroval mnoho pouček pokusy. Dokonce někdy v laboratoři i zpíval – v mládí byl vášnivým ochotníkem. Na bádání měl čas i prostředky, neboť byl dobře finančně zabezpečen, jakožto manžel dcery bankéře Oppermanna.
Podobně jako jeho učitel Dumas se věnoval politické činnosti, od roku 1881 zasedal ve francouzském Senátu.
Wurtz zemřel v Paříži v roce 1884, pravděpodobně na následky komplikací spojených s cukrovkou. Pohřben byl na hřbitově Père Lachaise.

## Ocenění

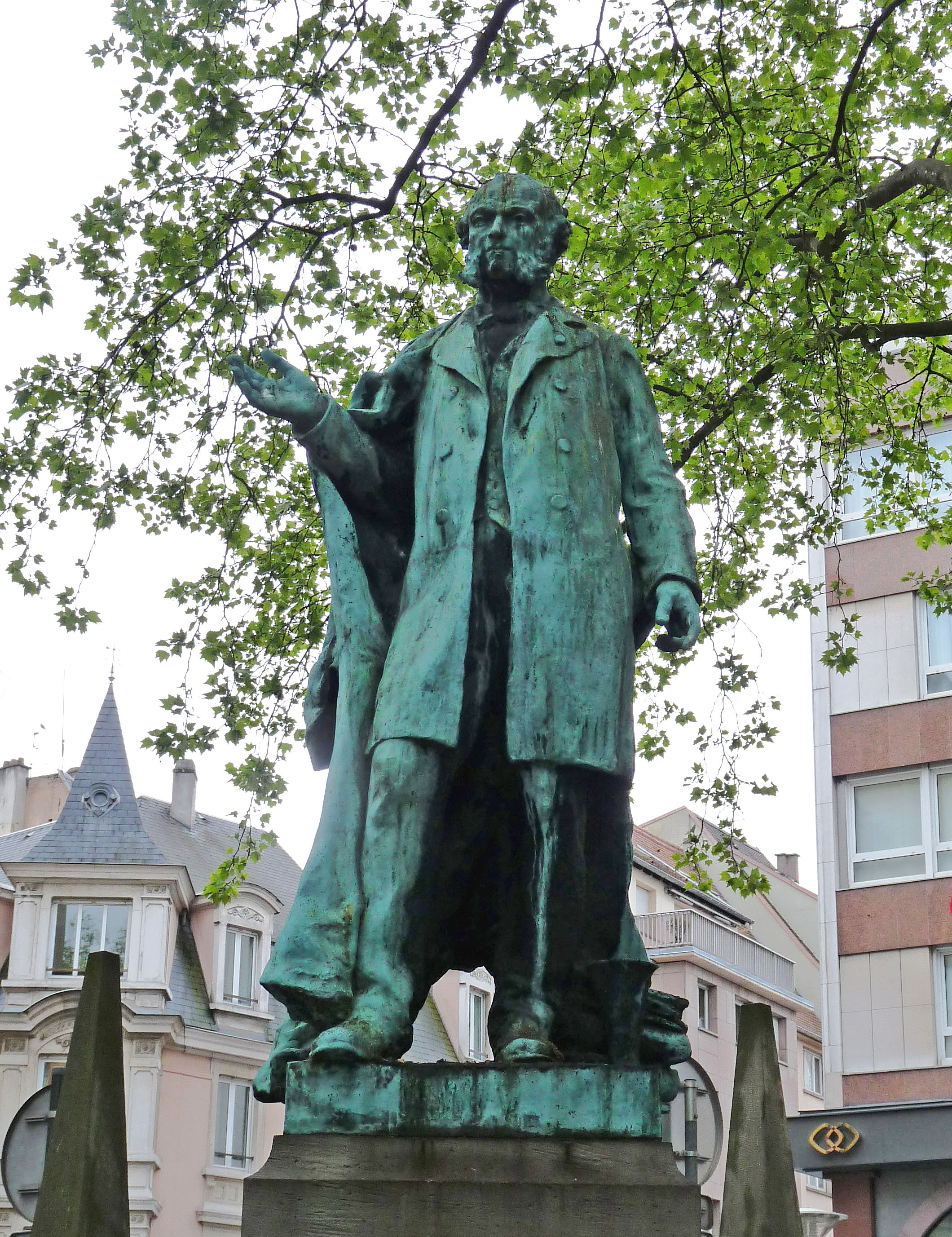
Wurtzova socha ve Štrasburku

- V roce 1886 zhotovil medailér Alphée Dubois (1831–1905) medaili s Wurtzovým portrétem, jejíž kopie je vystavena v Musée Carnavalet.
- Od roku 1893 nese jeho jméno ulice v pařížském 13. obvodě.
- Počátkem 20. let 20. století byla na jeho počest před protestantským kostelem Saint-Pierre-le-Jeune ve Štrasburku, v blízkosti jeho rodného domu, vztyčena bronzová socha.
- V 80. letech 20. století byla v rodné obci Wolfisheim jeho jménem pojmenována ulice.
- Jeho jméno nese i minerál wurtzit, poprvé popsaný francouzským chemikem a mineralogem Charlesem Friedelem v roce 1861. Ten jej pojmenoval po svém učiteli.
- V roce 1883 byl Wurtz zvolen členem American Academy of Arts and Sciences[1] a National Academy of Sciences.

Je jedním ze 72 vědců, jejichž jméno je zvěčněno na Eifellově věži v Paříži.

## Dílo
- Histoire chimique de la bile à l’état sain et à l’état pathologique (1839)
- De la production de la chaleur dans les êtres organisés (1847)
- Mémoire sur les ammoniaques composés (1850)
- Leçons de philosophie chimique (1864)
- Leçons de Chimie professées (1864)
- Traité élémentaire de chimie médicale (1864–65; 2. vyd. 1868-75)
- Leçons élémentaires de chimie moderne (1866, 6. vyd. 1892)
- Histoire des doctrines chimiques depuis Lavoisier jusqu’à nos jours (1868)
- La théorie atomique (1878)
- Traité de chimie biologique (1884)
- Introduction à l'étude de la chimie (1885)